# Радивоје Кршић
Радивоје Кршић (1939 — Београд, 7. јануар 2021) био је пуковник Војске Републике Српске. Током Одбрамбено-отаџбинског рата обављао је дужност команданта Прве дрварске лаке пјешадијске бригаде, а након тога је обављао многобројне руководеће дужности у Другом крајишком корпусу. Потом је премјештен у Херцеговачки корпус, гдје је обављао дужност начелника за морал и вјерска питања. За свој рад, испољене способности и храброст добио је више од 11 одликовања, од Југословенске народне армије и ВРС.
Преминуо је од посљедица коронавируса 7. јануара 2021, а сахрањен је 12. јануара 2021. у Масловарама на мјесном гробљу Борци.